# FIFA 19
FIFA 19 je fudbalska simulacija igre razvijena od EA Sports pod nazivom Fifa serije (Fifa series).
Na prodaju je izašla 28. septembra 2018. za PlayStation 3, PlayStation 4, Xbox 360, Xbox One, Nintendo svič i Majkrosoft. Fifa 19 je rađena u anril endžinu (unreal engin). Kao u Fifa 18 glavni predstavnik igrice ja Kristijano Ronaldo, tokom februara 2019. u igricu su dodati i Kevin de Brojne, Paulo Dibala i Nejmar junior kao novi predstavnici Fife 19. U Fifi 19 dodata je Liga Šampiona, Liga Evrope i Super Kup. Takođe dodate su nove mogućnosti kao što su: Dinamičke taktike i 50/50 borbe. Priča o Aleks Hunteru se takođe nastavlja kao nova karijera.